# Physogyne sparsiflora
Physogyne sparsiflora är en orkidéart som först beskrevs av Charles Schweinfurth, och fick sitt nu gällande namn av Leslie Andrew Garay. Physogyne sparsiflora ingår i släktet Physogyne och familjen orkidéer. Inga underarter finns listade i Catalogue of Life.